# Њутон (Џорџија)
Њутон (енгл. Newton) град је у америчкој савезној држави Џорџија. По попису становништва из 2010. у њему је живело 654 становника.

## Демографија
Према попису становништва из 2010. у граду је живело 654 становника, што је 197 (23,1%) становника мање него 2000. године.
| Група             | 2000.       | 2010.       |
| Белци             | 363 (42,7%) | 262 (40,1%) |
| Афроамериканци    | 459 (53,9%) | 337 (51,5%) |
| Азијати           | 0 (0,0%)    | 0 (0,0%)    |
| Хиспаноамериканци | 17 (2,0%)   | 47 (7,2%)   |
| Укупно            | 851         | 654         |